# Tachymarptis
Tachymarptis ist eine Vogelgattung in der Familie der Segler (Apodidae). Die zwei Arten umfassende Gattung wurde aus der Gattung Apus ausgegliedert und wird nicht von allen Autoren anerkannt. Das wichtigste Argument für die Sonderstellung dieser Gattung ist die schon embryonal pamprodactyle Zehenstellung, bei der alle vier Zehen nach vorne gerichtet sind.

## Beschreibung
Bei beiden Arten dieser nur in der Alten Welt auftretenden Gattung handelt es sich um sehr große Segler, die einen hohen weißen Anteil des Gefieders aufweisen, besonders auf der Unterseite. Der Schwanz ist vergleichsweise kurz und deutlich gegabelt. Die Flügel sind im Vergleich zur Gattung Apus eher breiter und die Flügelenden weniger zugespitzt.

## Systematik
Neben der im Gegensatz zur Gattung Apus bereits in der embryonalen Phase pamprodactylen Zehenstellung wird die größere Gestalt und das Auftreten anderer Arten parasitärer Läuse (Mallophaga) als Begründung für die Eigenständigkeit dieser Gattung angeführt. 
Die folgenden Arten werden der Gattung zugerechnet:
- Alpensegler (Tachymarptis melba)
- Schuppensegler (Tachymarptis aequatorialis)